# Conny Plank
Konrad "Conny" Plank (n. 3 mai 1940 – d. 18 decembrie 1987, Köln) a fost un producător și muzician German. Creativitatea sa ca inginer de sunet și producător a ajutat la apariția unora dintre cele mai importante și inovative înregistrări ale muzicii populare Europene de după război, Plank făcându-se remarcat în genuri ca progresivul, avangarda sau muzica electronică. De asemenea Plank este considerat unul dintre pionierii genului krautrock.
Plank a avut și o notabilă carieră ca muzician cântând la claviaturi și chitară pe albume ale trupelor Guru Guru, Cluster și Os Mundi. A colaborat cu Dieter Moebius pe cinci albume Moebius & Plank înregistrate între 1979 și 1986. Sonoritatea formației Moebius & Plank a prefațat apariția unor genuri ca techno sau electronica influențând mulți viitori muzicieni.